# Lepidocephalichthys
Lepidocephalichthys és un gènere de peixos actinopterigis de la família dels cobítids.

## Taxonomia
- Lepidocephalichthys annandalei (Chaudhuri, 1912)
- Lepidocephalichthys arunachalensis (Datta & Barman, 1984)
- Lepidocephalichthys berdmorei (Blyth, 1860)
- Lepidocephalichthys birmanicus (Rendahl, 1948)
- Lepidocephalichthys furcatus (de Beaufort, 1933)
- Lepidocephalichthys guntea (Hamilton, 1822)
- Lepidocephalichthys hasselti (Vallenciennes, 1846)
- Lepidocephalichthys irrorata (Hora, 1921)
- Lepidocephalichthys jonklaasi (Deraniyagala, 1956)[2]
- Lepidocephalichthys lorentzi (Weber & de Beaufort, 1916)
- Lepidocephalichthys manipurensis (Arunkumar, 2000)[3]
- Lepidocephalichthys menoni (Pillai & Yazdani, 1976)
- Lepidocephalichthys micropogon (Blyth, 1860)
- Lepidocephalichthys sandakanensis (Inger & Kong, 1962)
- Lepidocephalichthys tomaculum (Kottelat & Lim, 1992)[4][5][6][7][8][9][10][11]